# حارة قشاقش (المحفد)
قشاقش هي إحدى حارات حي 5 أكتوبر بمدينة المحفد التابعة لمحافظة أبين، بلغ تعداد سكانها 178 نسمة حسب تعداد اليمن لعام 2004.